# 高井菜緒
高井 菜緒（たかい なお、1981年7月16日 - ）は、日本の女優、タレント。

## 来歴
愛知県出身。愛知県立大府高等学校卒業。高校時代には高校野球のチアリーダーをしていた。
1999年、名古屋市で毎年ゴールデンウィークに開催される『マンモスフリーマーケット』のCMイメージガールコンテストで優勝した後、マッシモにスカウトされて同事務所所属タレントになる。芸能界に入ったのは、幼馴染から無理やり演劇ごっこをさせられたのがきっかけで役者になりたいと思ったからと雑誌のインタビューで答えている。
翌年10月からの1年間は、TBSの『ワンダフル』に第4期ワンダフルガールズ（ワンギャル）の1人としてレギュラー出演していた。番組出演開始時のキャッチフレーズは「ワンギャル史上初のロリロリキャラ」であった。
その後、2002年にマッシモからヒラタオフィスへ移籍した。
現在はロサンゼルス在住。

## 出演
脚注の無いデータは、ヒラタオフィス所属当時のプロフィールからの参考。

### CM
- 近鉄パッセ（1999年11月 - 12月）
- ツーカーセルラー東海（1999年）
- アサヒドーカメラ（2000年）
- DAKS（2000年）
- NTT西日本（2000年）
- 森下仁丹（2001年9月 - 12月）
- ロッテ チューイングライフ（2002年4月）
- サークルK（2002年5月 - 7月）

### テレビ番組
- 夜だMONDE（2000年4月 - 9月、名古屋テレビ）
- ワンダフル（2000年10月 - 2001年9月、TBS） - 第4期ワンダフルガールズ
- GameWave（2002年2月 - 3月、テレビ東京）
- あしたのG（2002年10月 - 12月、フジテレビ）[2]

### テレビドラマ
- 天国に一番近い男 教師編 第4話（2001年5月、TBS）
- レッツ・ゴー!永田町 第6話・第7話（2001年11月、日本テレビ） - ウグイス嬢 役
- 温泉へ行こう 4 第7話 - 最終話（2003年9月 - 11月、TBS）[2] - 浜田めぐみ 役
- 温泉へ行こう 5（2004年11月 - 2005年2月、TBS）[3]

### オリジナルビデオ
- 極妻任侠道 夜叉の舞（2001年）
- 極妻任侠道 夜叉絶叫（2002年）
- 実録・九州やくざ抗争史 LB熊本刑務所

### 映画
- 自殺サークル（2002年）
- 武勇伝（2003年）
- チェーン（2003年） - 操 役[4]
- Day's Eye（2008年） - Nana 役[5]
- Van Von Hunter（2010年） - Elevator Operator 役[5]

### CD
- ヒロイン！〜その他大勢なんかじゃない〜（2000年12月6日、zetima）
- 花吹雪 BANG BANG BANG（2001年4月18日、zetima）